# ReCore
ReCore é um jogo de ação e aventura e plataforma produzido pelos estúdios Armature Studio e Comcept, com participação do Asobo Studio, e publicado pela Microsoft Studios para Microsoft Windows e Xbox One, o jogo e retrocompatível com o Xbox Series X/S. O jogo foi lançado em 13 de setembro de 2016 na América do Norte.

## Jogabilidade
O ambiente semiaberto do mundo de Far Eden está sujeito à exploração e à coleta de recursos. As armas de Joule são categorizadas por cores para infligir dano a um determinado conjunto de inimigos e, assim como seus companheiros, também podem ser aprimoradas. Os corebots a ajudam nas batalhas e na resolução de quebra-cabeças.

## Enredo
A história acompanha Joule Adams, uma das primeiras voluntárias para a colônia utópica de Far Eden, que acorda depois de séculos em crio-sono para descobrir que nada saiu como o planejado. Com seus três companheiros robôs conhecidos como corebots, Joule se aventura pelo mundo de Far Eden para descobrir os segredos por trás de sua missão fracassada.